# Йовли
Йо́вли, Ни́жний Йо́вли (ингуш. Йо́вли) — средневековый ингушский башенный город-поселение в Ингушетии. Расположен в Джейрахском районе. Ныне покинутый населённый пункт, входит в сельское поселение Гули. Из Йовли ведёт своё происхождение крупнейший ингушский тейп Йовлой.
На территории города-поселения «Йовли» имеется множество исторических объектов средневековой ингушской архитектуры: одна боевая башня (вӀов), пять жилых башен (гӀала) и несколько наземных склеповых могильников. В настоящее время данные объекты и вся территория поселения входят в Джейрахско-Ассинский государственный историко-архитектурный и природный музей-заповедник и находятся под охраной государства.

## География
Расположено к востоку от районного центра Джейрах, неподалёку от берега реки Асса. Ближайшие населённые пункты: на западе — Хайрах и храм Тхаба-Ерды; на северо-востоке — Тиша Йовли и Пялинг.

## История
Йовли являлся одним из известных средневековых центров ювелирного дела, наряду с Эгикалом, Цори и Эрзи, где мастера-ювелиры изготовляли несколько десятков типов и многочисленных разновидностей только металлических сережек и подвесок, отличавшихся изяществом форм и сложностью работ (чернение, зернение, золочение, инирустация и др.). Были распространены серповидные восьмилопастные подвески из серебра, близкие типологически височным кольцам вятичей. Они служили для широкой меновой торговли. Башенные постройки в Йовли ограждались высокой оборонительной стеной. Она была возведена аккуратно, на известковом растворе. Кладка стены полигональная, приближающаяся к порядковой. Она была покрыта слоем светло-жёлтой штукатурки. Толщина её у основания — 0,70 м. В высоту она достигала не менее 4 м. В стене имелись специальные боевые площадки для защитников, а также оборонительные ниши, узкие бойницы для огнестрельного боя и наблюдения. Сверху на стене были насухо уложены в несколько рядов крупные камни для придания сооружению дополнительных защитных качеств.
14, 15 июня 1830 года Тиша Йовли и Йовли были взорваны генералом Абхазовым, за отказ жителей этих сёл прислать старшин для присяги и выдать аманатов. Склепы также сильно повреждены. В своём донесении наместник Кавказа Паскевич, военному министру Чернышёву об экспедиции генерал-майора Абхазова против ингушей 31 августа 1830 года под № 565 сообщал:

«В ночь с 14-го на 15-е прибыла в лагерь левая колонна после весьма трудного перехода по карнизу скал, ограждающих р. Ассу. Во время двухдневного пребывания соединённого отряда на р. Ассе, приведены были к присяге на верноподданство деревни галгайские, из коих две Верхние и Нижние Яулы, расположенные на противоположном берегу р. Ассы, отказавшиеся прислать старшин для присяги и выдать аманатов, были сожжены кавалериею, переправившеюся через довольно глубокую и быструю р. Ассу».